# Jack Albertson
Jack Albertson (født 16. juni 1907, død 25. november 1981) var en amerikansk skuespiller og sanger. Anerkendt karakterskuespiller, der vandt en Tony Award for sin rolle i Tolv røde roser og vandt en Oscar for bedste mandlige birolle for sin præstation i filmatiseringen fra 1968 af skuespillet. Han er dog kendt af de fleste for sin rolle som bedstefaren Joe i Drengen, der druknede i chokoladesovsen.
Han flyttede til New York efter at have droppet ud af high school, og han startede sin karriere i showbusiness i en vaudeville truppe kendt som Dancing Verselle Sisters.
Han vandt en Emmy Award for sin skildring af "The Man" Ed Brown på NBC-sitcommen Chico and Man, og han modtog en stjerne på Hollywood Walk of Fame på Hollywood Boulevard.
Hans søster var skuespillerinde Mabel Albertson, der døde ti måneder efter hans død. Deres aske var spredt over Stillehavet.